# Zaharia Tănase
Zaharia Tănase (* 20. März 1891 in Iași; † 17. März 1967 in Bukarest) war ein rumänischer Politiker der Rumänischen Arbeiterpartei PMR (Partidul Muncitoresc Român) und ab 1965 PCR (Partidul Comunist Român).

## Leben
Tănase besuchte die Schule für Kunst und Kunsthandwerk und arbeitete danach als Arbeiter im Kesselwerk der staatlichen Eisenbahngesellschaft CFR (Căile Ferate Române) in seiner Geburtsstadt Iași. 1909 trat er der Arbeiterbewegung bei und wurde 1910 Mitglied der Sozialdemokratischen Partei PSDR (Partidului Social-Democrat Român). Er engagierte sich als aktives Mitglied der Gewerkschaften und gehörte während des Generalstreiks im Oktober 1920 zu den Organisatoren und Anführern der Streiks in Iași. Aufgrund dieser Aktivitäten wurde er im Oktober 1920 festgenommen. Nach dem Königlichen Staatsstreich vom 23. August 1944 nahm er leitende Funktionen in Zentralorganen der Gewerkschaften ein. Am 11. April 1946 wurde er Unterstaatssekretär für staatliche Industrie im Ministerium für Industrie und Handel. Er war von 1946 bis 1948 Mitglied der Abgeordnetenkammer (Camera Deputaților) und vertrat dort den Wahlkreis Sibiu. 
1948 wurde Tănase Mitglied der Großen Nationalversammlung (Marea Adunare Națională) und vertrat bis 1953 ebenfalls den Wahlkreis Sibiu. Er wurde auf dem Sechsten Parteitag der PMR (21. bis 23. Februar 1948) Mitglied des ZK der PMR und gehörte diesem bis zum 28. Dezember 1955 an. Zugleich wurde er am 24. Februar 1948 Kandidat des Politbüros des ZK, dem er bis zum 27. Mai 1952 angehörte. Er war zwischen dem 13. April 1948 und 1953 Mitglied des Präsidiums der Großen Nationalversammlung. Auf dem Siebten Parteitag der PMR (23. bis 28. Dezember 1955) wurde er Mitglied der Zentralen Revisionskommission (ZRK) und gehörte diesem Gremium bis zum 23. Juli 1965 an.
Für seine Verdienste wurde Tănase mehrmals ausgezeichnet und erhielt unter anderem 1948 den Stern der Volksrepublik Rumänien Zweiter Klasse (Ordinul Steaua Republicii Populare Române) sowie 1961 den Orden der Arbeit Zweiter Klasse (Ordinul Muncii).